# オラ (マガダン州)
オラ（ロシア語: О́ла）はロシア連邦の極東に位置する都市型集落。マガダン州の南部に位置するオルスキー地区とそれに対応する市区の行政の中心地。名前の由来はエヴェン語でおたまや魚を意味するオラが由来とされている。
オホーツク海のタウイ湾沿岸に位置し近くにはオラ川が流れている。33キロ西には州都マガダンがある。
町にはショッピングマートや飲食店、沢山のアパートがあり建物は全体的にカラフルな色合いをしている。

## 歴史
1716年にボストークという船がオラ川左岸の海岸近くにツングース族（エヴェン族）が住んでいるということを発見した。19世紀末のオラ村では、オホーツク管区の北東部の住民とオルスカヤ湾との貿易の中間地点として発展し1926年1月4日にはオルスキー地区が設立された。
1928年初頭コリマ地区で金が見つかったことで金を採掘しようとした大量の人々がオラ村に集まった。だがその影響でオラ村では食糧危機が発生し飢餓が始まった。
1957年までには集団農場や学校、アパート、市場、郵便局、マガダンとの電話交換局などの施設やインフラ設備が設置され。都市型集落としての地位も手に入れた。1970年代から1990年代にかけてオラはオルスキー市区の行政地区の中心として栄えた。
現在の人口は5704人

## 産業
オラはオホーツク海に面しており漁業や農業、林業などが盛んである。

## 交通
州都マガダンとは1930年代はボートや犬ぞりを使って行き来していたが現在は道路でつながっており北部のザレチニやガドリャといった地域にも道路は続いている。

## 人口
| 1924年 | 1926年 | 1939年 | 1959年 | 1970年 | 1979年 | 1989年   |
| ------ | ------ | ------ | ------ | ------ | ------ | -------- |
| 827    | ↘ 193  | ↗ 677  | ↗ 3842 | ↗ 6295 | ↗ 8223 | ↗ 10,122 |
| 2002年 | 2009年 | 2010年 | 2011年 | 2012年 | 2013年 | 2014年   |
| ↘ 6842 | ↘ 6363 | ↘ 6215 | ↘ 6214 | ↗ 6233 | ↘ 6194 | ↘ 6175   |
| 2015年 | 2016年 | 2017年 | 2018年 | 2019年 | 2020年 | 2021年   |
| ↗ 6191 | ↗ 6205 | ↗ 6229 | ↗ 6257 | ↘ 6117 | ↘ 6070 | ↘ 5704   |
| 2023年 | 2024年 |        |        |        |        |          |
| ↘ 5643 | ↗ 5704 |        |        |        |        |          |

## 気候
オラは厳しい亜寒帯気候に属す。
- 年間平均気温 - −5.0 °C
- 空気湿度 - 77.0%
- 平均風速 - 4.3 m/s

| 月                                | 1月   | 2月   | ３月  | 4月  | 5月  | 6月 | 7月  | 8月  | 9月 | 10月 | 11月  | 12月  | 年 |
| --------------------------------- | ----- | ----- | ----- | ---- | ---- | --- | ---- | ---- | --- | ---- | ----- | ----- | -- |
| 気温                              | −19.8 | −20.3 | −15.9 | −7.6 | −0.3 | 7.2 | 11.5 | 10.9 | 5.8 | −2.5 | −12.3 | −17.3 | −5 |
| 出典: NASA RETScreen データベース |       |       |       |      |      |     |      |      |     |      |       |       |    |